# Измайлово (стадион)
Стадион ФОП «Измайлово» (проектное название — Центральный стадион СССР имени И. В. Сталина) — открытый стадион в Москве. Расположен в районе Измайлово Восточного административного округа.

## История

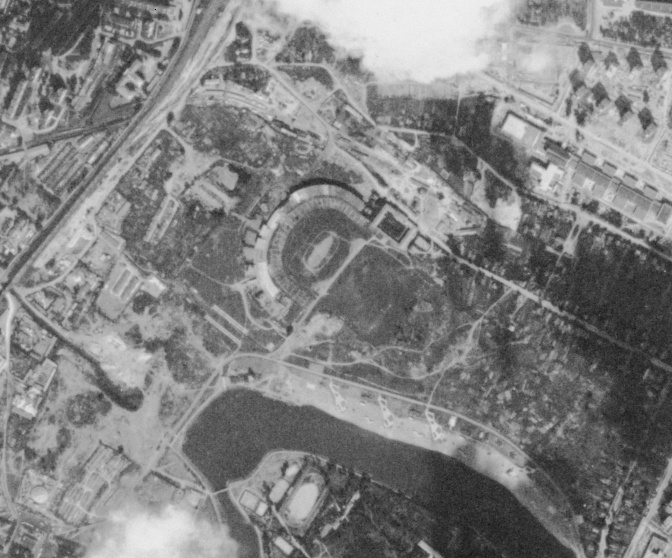
Недостроенный стадион на космоснимке 1970 года

По Генеральному плану реконструкции Москвы 1935 года Измайлово и его окрестности должны были стать одним из важных центров общественной жизни. Идею постройки стадиона предложил в первой половине 1930-х годов И. В. Сталин, который, следя за подготовкой Германии к Олимпийским играм 1936 года, решил создать аналогичное берлинскому Олимпийскому стадиону сооружение. В СССР важное значение придавалось спорту, но самый крупный на тот момент стадион «Динамо» мог вмещать лишь 30—40 тысяч человек и на роль международного стадиона не годился.
Проектированием стадиона занимался отдел Л. З. Чериковера в Стройдомбюро, подведомственная организация ИСО НКВД СССР (реализован первый вариант, 1932 г.). С 1933 года целая бригада архитекторов — под руководством профессора Николая Колли, с которым работали сотрудники 6-й проектной мастерской Моссовета архитекторы С. Г. Андриевский, Н. Н. Селиванов, В. П. Сергеев, В. Б. Вольфензон, Т. И. Макарычев и В. В. Калинин. По замыслу проектировщиков, стадион должен был совмещать в себе функции как спортивного сооружения, так и площади для народных гуляний и военных парадов. Внутреннее пространство стадиона планировалось окружить трибунами только с трёх сторон. Помимо главной спортивной арены, планировали построить свыше 40 различных сооружений, включая спортивные площадки, велодром, водно-лыжную базу на берегу пруда и другие строения. Для прибытия высокопоставленных гостей был спроектирован отдельный вход в правительственную ложу при помощи подземного 73-метрового тоннеля. Комплекс должен был занять территорию в 300 гектаров.
Официальной целью строительства стадиона стала подготовка к Спартакиаде народов СССР. Рассчитывалось, что стадион сможет вместить 120 тысяч человек, а при необходимости и 200 тысяч. Вокруг стадиона предполагалось разместить здания тренировочных залов, общежития для спортсменов, многочисленные спортплощадки.
Строительство начали в 1933 году с земляных работ, в результате которых территорию превратили в систему понижающихся к пруду террас. Работы по возведению трибун начали в 1936 году, но вынуждены были приостановить в 1939 году в связи с началом советско-финской войны. К этому времени успели построить одну трибуну на 10 тысяч зрителей и помещения под трибуной, в которых разместились раздевалки, спортзалы. К возобновлению строительства не вернулись и после окончания Великой Отечественной войны.
В 1960-х годах сооружение достроили по значительно упрощённому проекту, выполненному архитектором Борисом Иофаном, использовав довоенные остовы трибун. Поле перед трибуной стали использовать для тренировок и учебных занятий построенного неподалёку Института физкультуры, а подземные сооружения — под склады.

## Транспорт
Изначально станцией метро, которая должна была обслуживать стадион, планировалось сделать конечную станцию Покровского радиуса под проектным названием «Стадион имени Сталина» (ныне «Партизанская»). Для этого станция была сделана трёхпутной, чтобы разгружать по два состава перед спортивными мероприятиями и отпускать по два состава после них. Тематика станции должна была быть посвящена спорту. Обслуживать посетителей стадиона должен был восточный наземный вестибюль, связанный с платформами станций шестью эскалаторами. Во время войны продолжалось строительство станции, но тематика уже была посвящена партизанскому движению, и был построен только западный вестибюль, предполагавшийся временным.
С 1990 года до стадиона «Измайлово» можно дойти пешком от станции «Черкизовская».